# روبرت انکه
روبرت انکه (به آلمانی: Robert Enke) (۲۴ اوت ۱۹۷۷–۱۰ نوامبر ۲۰۰۹) یک بازیکن فوتبال بین‌المللی آلمان بود. او در پست دروازه‌بان بازی می‌کرد و عضو باشگاه فوتبال هانوفر و تیم ملی آلمان بود. آنکه در تعدادی از باشگاه‌های مطرح اروپا مانند بارسلونا، بنفیکا و فنرباغچه نیز بازی کرده بود.

## زندگی شخصی

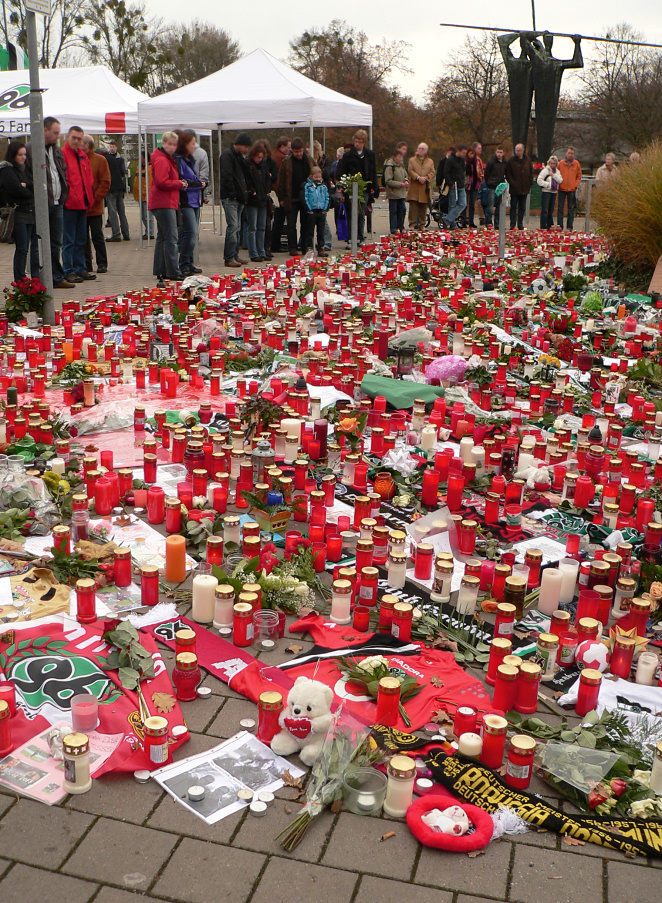
یادبود رابرت انکه در مقابل AWD Arena در هانوفر

انکه در سال ۱۹۷۷ در شهر ینا در آلمان شرقی سابق به دنیا آمد. در ۱۷ سپتامبر ۲۰۰۶، لارا دختر دو ساله او که از زمان تولد دچار بیماری قلبی بود درگذشت. این اتفاق باعث اندوه فراوان و در نهایت ابتلا به افسردگی‌اش شد. انکه در روز سه‌شنبه ۱۰ نوامبر ۲۰۰۹ در منطقه نویشات در چند کیلومتری هانوفر، خود را به قصد خودکشی به زیر قطاری که با سرعت ۱۶۰ کیلومتر در ساعت حرکت می‌کرد انداخت و در دم جان سپرد. خودکشی انکه توسط مشاور او و پلیس آلمان تأیید شده‌است.
پس از این اتفاق همسر روبرت انکه اعلام کرد روبرت پیش از ترک خانه‌اش به قصد خودکشی، از خود یک نامه به جای گذاشته که در آن از اینکه افسردگی خود را پنهان نگاه داشته عذرخواهی کرده‌است. ترزا انکه می‌گوید همسرش از این نگران بود که با آشکار شدن ابتلای او به افسردگی، حق سرپرستی آن‌ها از کودکی که به فرزندی قبول کرده بودند، لغو شود. «همیشه می‌خواستم به او کمک کنم از پس بیماری برآید. او نمی‌خواست این موضوع علنی شود زیرا می‌ترسید. او می‌ترسید لیلی را از دست دهد.» خانواده انکه لیلی را در ماه مه ۲۰۰۹ هنگامی که هشت‌ماهه بود به فرزندی پذیرفته بودند.
والنتین مارکسر، پزشک آقای انکه نیز اعلام کرد از سال ۲۰۰۳ مشغول درمان او بوده‌است. آقای مارکسر گفت: «او از افسردگی و ترس از شکست رنج می‌برد.» به گفته او مراجعه آقای انکه به روانپزشک از زمانی شروع شد که او چند انتقال ناموفق به باشگاه‌های مختلف داشت.

## حرفه
انکه نخستین بازی خود را در سال ۱۹۹۵ همراه با تیم کارل ساینس ینا برابر هانوفر انجام داد. او پس از بازی در تیم‌های بروسیا مونشن گلادباخ، بنفیکا، بارسلونا، فنرباغچه (قرضی) و تنه‌ریفه در سال ۲۰۰۴ به باشگاه هانوفر پیوست. در همان سال زیر نظر ایوالد لینن به عنوان بهترین دروازه‌بان فصل برگزیده‌شد و از تابستان ۲۰۰۷ به‌عنوان کاپیتان تیم خود به میدان می‌رفت.
او پس از آن که در هانوفر عملکرد بسیار خوبی داشت در سال ۲۰۰۷ از طرف یواخیم لو به تیم ملی آلمان دعوت شد. آنکه تا زمان مرگ ۸ بازی ملی انجام داده بود و به نظر بیشتر کارشناسان، نامزد شماره یک دروازه‌بانی تیم ملی کشورش در جام جهانی ۲۰۱۰ آفریقای جنوبی به‌شمار می‌رفت.
آخرین بازی ملی او در مقابل جمهوری آذربایجان در اوت ۲۰۰۹ (مقدماتی جام جهانی) و آخرین بازی باشگاهی‌اش در ۸ نوامبر ۲۰۰۹ برابر هامبورگ بود.

## نگارخانه

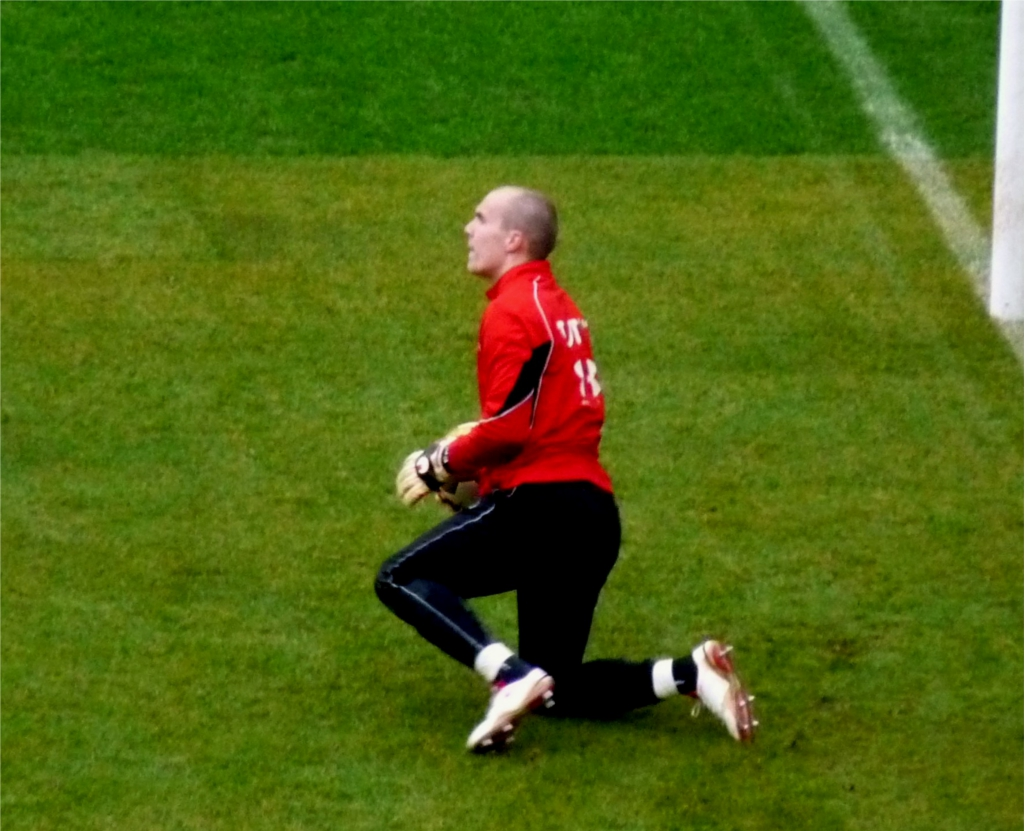
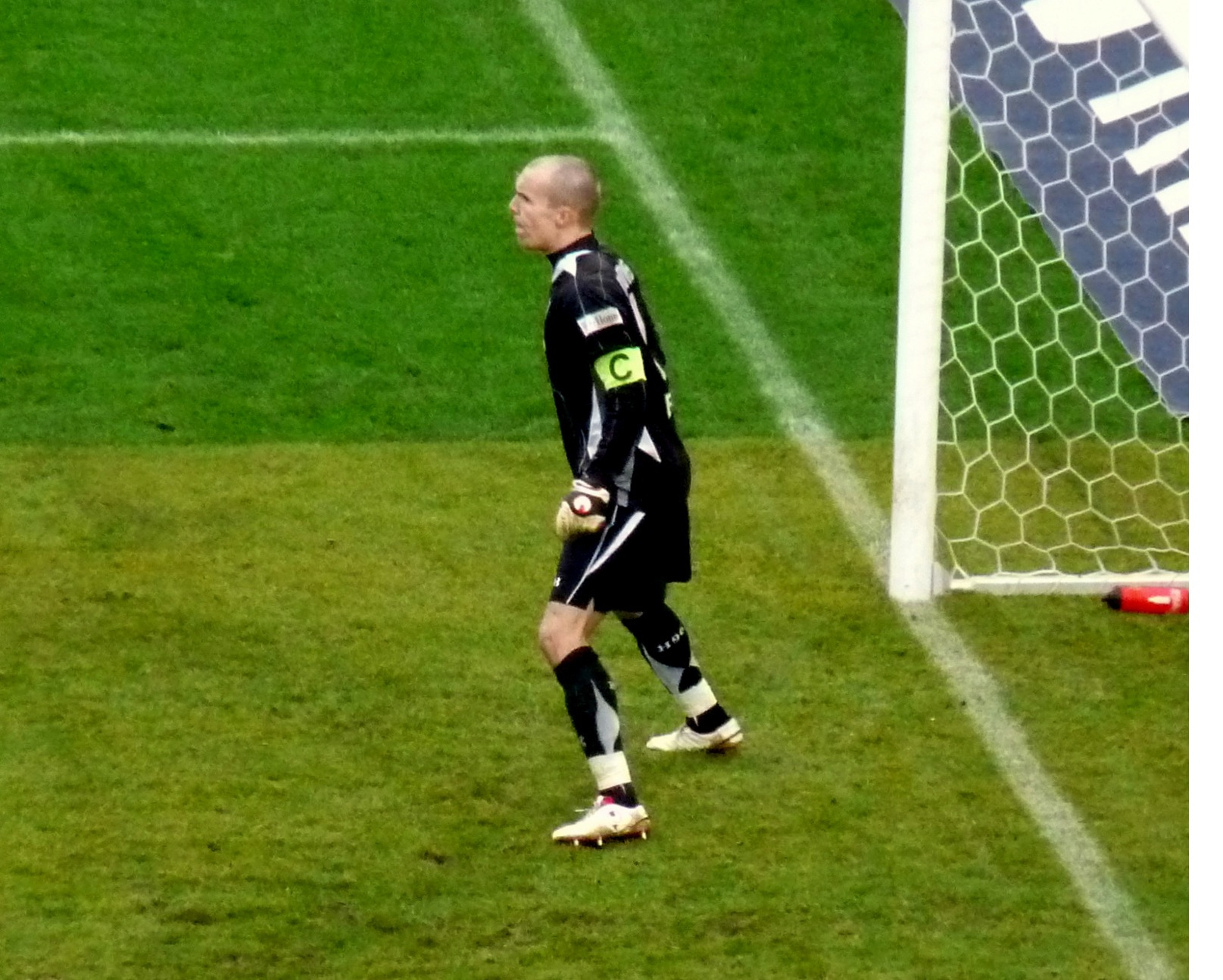
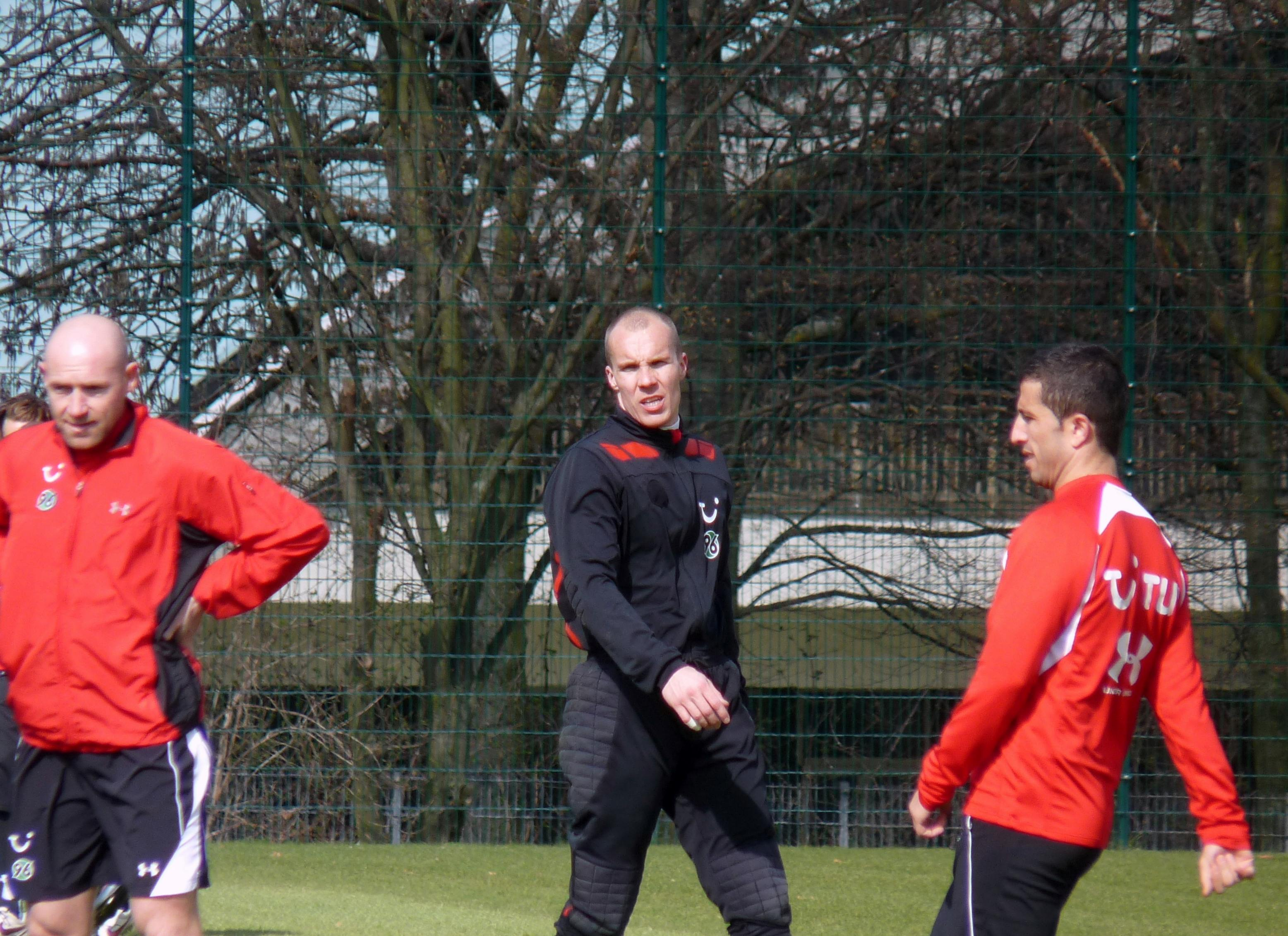